# バーバラ・バトリック
バーバラ・バトリック（Barbara Buttrick、1929年12月3日 - ）は、イングランドの元女子プロボクサーである。イースト・ライディング・オブ・ヨークシャー出身。
1952年にアメリカ合衆国に渡り、1957年には世界チャンピオンとなった。女子ボクシングの始祖とも言われている。
1990年、女子国際ボクシング連盟（WIBF）を設立。
2014年、国際女子ボクシング殿堂に表彰される。
2019年、国際ボクシング名誉の殿堂博物館に女子ボクサーとして初めて表彰された3人のうちの一人となった。